# Paul Kraker
Paul Kraker (* 11. März 1968 in Wien) ist ein österreichischer Radio- und Fernsehmoderator und Sprecher. 

## Leben
Paul Kraker besuchte das Gymnasium Kundmanngasse, wo er 1986 maturierte. Anschließend studierte er an der Universität Wien Rechtswissenschaften, das Studium schloss er 1993 als Magister ab. Parallel dazu absolvierte er den ersten Abschnitt eines Betriebswirtschaft-Studiums. Auf den Zivildienst folgte das Gerichtsjahr, außerdem schrieb er für verschiedene Zeitschriften Platten- und Filmrezensionen.
1995 begann er beim ORF zunächst als Redakteur, später als Moderator des neu gegründeten Radiosenders FM4. 1996 wechselte er in den Aktuellen Dienst der ORF-Radios, wo er als Nachrichtenredakteur, Journalmoderator und Chef vom Dienst für die Sender Ö1, Ö2 und Ö3 tätig war. 2000 war er mit einem Journalistenstipendium an der Duke University in den Vereinigten Staaten. Nach der Rückkehr war für ein halbes Jahr in der Innenpolitikredaktion der ORF-Radios und als Trainer für ORF-Nachrichtenredakteure tätig. Von 2003 bis 2007 präsentierte er im Rahmen der Zeit im Bild (ZiB 1) abwechselnd mit Barbara Rett und Clarissa Stadler die Kulturnachrichten.
2007 moderierte er im Rahmen der ORF-Late-Night-Show Willkommen Österreich die Rubrik Angstbörse. Ab September 2016 war er mit der satirischen Tagespresse-Show im Wiener Rabenhof Theater als Anchorman zu sehen, Peter Klien fungiert als Außenkorrespondent.  Im Februar 2023 feierte er mit dem Bühnenprogramm Die Tagespresse History – Eine kurze Geschichte der Österreichheit im Rabenhof Premiere.
Auf FM4 moderiert er die Sendung House of Pain, auf Ö1 präsentiert er die Nachrichten. Außerdem ist er als Off-Sprecher für Dokumentationen und Fernsehsendungen tätig.

## Auszeichnungen
- 2019: Erster Platz der Extradienst-Wahl in der Wertung der Hörfunk-Moderatoren[7][8]

## Filmografie (Auswahl)
- 2008: Das Wunder von Wien: Wir sind Europameister
- 2010: Michael Berger. Eine Hysterie (Dokumentation, Sprecher)
- 2016: Those Shocking Shaking Days (Dokumentation, Sprecher)